# Gerónimo Rivera
Luciano Gerónimo Rivera Flores (Temperley, 18 agosto 2003) è un calciatore argentino, attaccante del Banfield.

## Caratteristiche tecniche
Gioca come ala sinistra.

## Carriera
Rivera è cresciuto nel settore giovanile del Banfield, con cui ha firmato il primo contratto professionistico il 3 maggio 2023. Ha esordito in prima squadra il 4 giugno dopo nell'incontro di Primera División perso 2-0 contro il Racing Club. Il 4 settembre ha trovato la prima rete in carriera nel successo per 1-0 sull'Instituto (C) in Copa de la Liga Profesional.

## Statistiche

### Presenze e reti nei club
Statistiche aggiornate al 2 aprile 2024.
| Stagione        | Squadra         | Campionato      | Campionato | Campionato | Coppe nazionali | Coppe nazionali | Coppe nazionali | Coppe continentali | Coppe continentali | Coppe continentali | Altre coppe | Altre coppe | Altre coppe | Totale | Totale | Totale |
| Stagione        | Squadra         | Comp            | Pres       | Reti       | Comp            | Pres            | Reti            | Comp               | Pres               | Reti               | Comp        | Pres        | Reti        | Pres   | Reti   |        |
| --------------- | --------------- | --------------- | ---------- | ---------- | --------------- | --------------- | --------------- | ------------------ | ------------------ | ------------------ | ----------- | ----------- | ----------- | ------ | ------ | ------ |
| 2023            | Banfield        | PD              | 7          | 0          | CA+CdL          | 2+15            | 0+2             |                    | -                  | -                  |             | -           | -           | 24     | 2      |        |
| 2024            | Banfield        | PD              | 0          | 0          | CA+CdL          | 0+12            | 0+3             |                    | -                  | -                  |             | -           | -           | 12     | 3      |        |
| Totale carriera | Totale carriera | Totale carriera | 7          | 0          |                 | 29              | 5               |                    | -                  | -                  |             | -           | -           | 36     | 5      |        |